# Temporada 1997-98 de los New Jersey Nets
La temporada 1997-98 fue la vigesimosegunda de los New Jersey Nets en la NBA, tras la fusión de la liga con la ABA, donde había jugado nueve temporadas, y la vigésima en su ubicación en Nueva Jersey. La temporada regular acabó con 43 victorias y 39 derrotas, ocupando el octavo puesto de la conferencia Este, clasificándose para los playoffs, en los que cayeron en primera ronda ante Chicago Bulls.

## Elecciones en elDraft
| Ronda | Puesto | Jugador                                | Posición | Nacionalidad   | Universidad |
| ----- | ------ | -------------------------------------- | -------- | -------------- | ----------- |
| 1     | 7      | Tim Thomas (traspasado a Philadelphia) | Alero    | Estados Unidos | Villanova   |
| 1     | 21     | Anthony Parker (de L.A. Lakers)        | Escolta  | Estados Unidos | Bradley     |

## Temporada regular
| División Atlántico | División Atlántico | División Atlántico | División Atlántico | División Atlántico | División Atlántico | División Atlántico | División Atlántico | División Atlántico |
| Equipo             | G                  | P                  | %                  | PD                 | Casa               | Fuera              | Div                |                    |
| ------------------ | ------------------ | ------------------ | ------------------ | ------------------ | ------------------ | ------------------ | ------------------ | ------------------ |
| y-Miami Heat       | 55                 | 27                 | .671               | –                  | 30-11              | 25–16              | 18–6               |                    |
| x-New York Knicks  | 43                 | 39                 | .524               | 12                 | 28–13              | 15–26              | 13–11              |                    |
| x-New Jersey Nets  | 43                 | 39                 | .524               | 12                 | 26–15              | 17–24              | 12–12              |                    |
| Washington Wizards | 42                 | 40                 | .512               | 13                 | 24–17              | 18–23              | 12–13              |                    |
| Orlando Magic      | 41                 | 41                 | .500               | 14                 | 24–17              | 17–24              | 11–13              |                    |
| Boston Celtics     | 36                 | 46                 | .439               | 19                 | 24–17              | 12–29              | 12–12              |                    |
| Philadelphia 76ers | 31                 | 51                 | .378               | 24                 | 19–22              | 12–29              | 7–17               |                    |

## Playoffs

### Primera ronda
Chicago Bulls  vs. New Jersey Nets
| Fecha       | Partido                                | Ciudad          |
| ----------- | -------------------------------------- | --------------- |
| 24 de abril | Chicago Bulls 96, New Jersey Nets 83   | Chicago         |
| 26 de abril | Chicago Bulls 91, New Jersey Nets 96   | Chicago         |
| 29 de abril | New Jersey Nets 101, Chicago Bulls 116 | East Rutherford |
|             | Chicago Bulls gana las series 3-0      |                 |

## Estadísticas

### Temporada regular
| Rk | Jugador         | Edad | Pos. | P  | PT | MP   | TC  | TCI  | %TC  | T3  | T3I | %T3  | TL  | TLI | %TL  | RO  | RD  | RT   | AS  | RB  | TAP | BP  | FP  | PTS  |
| -- | --------------- | ---- | ---- | -- | -- | ---- | --- | ---- | ---- | --- | --- | ---- | --- | --- | ---- | --- | --- | ---- | --- | --- | --- | --- | --- | ---- |
| 1  | Keith Van Horn  | 22   | PF   | 62 | 62 | 37.5 | 7.2 | 16.9 | .426 | 1.1 | 3.6 | .308 | 4.2 | 4.9 | .846 | 2.3 | 4.3 | 6.6  | 1.7 | 1.0 | 0.4 | 2.6 | 3.5 | 19.7 |
| 2  | Kerry Kittles   | 23   | SG   | 77 | 76 | 36.5 | 6.6 | 15.0 | .440 | 1.4 | 3.4 | .418 | 2.6 | 3.2 | .808 | 1.7 | 3.0 | 4.7  | 2.3 | 1.7 | 0.5 | 1.4 | 2.0 | 17.2 |
| 3  | Jayson Williams | 29   | C    | 65 | 65 | 36.0 | 4.9 | 9.9  | .498 | 0.0 | 0.1 | .000 | 3.0 | 4.5 | .666 | 6.8 | 6.8 | 13.6 | 1.0 | 0.7 | 0.8 | 1.5 | 3.6 | 12.9 |
| 4  | Sam Cassell     | 28   | PG   | 75 | 72 | 34.7 | 6.8 | 15.4 | .441 | 0.2 | 1.1 | .188 | 5.8 | 6.8 | .860 | 1.0 | 2.1 | 3.0  | 8.0 | 1.6 | 0.3 | 3.6 | 3.5 | 19.6 |
| 5  | Kendall Gill    | 29   | SF   | 81 | 81 | 33.7 | 5.2 | 12.0 | .429 | 0.3 | 1.2 | .257 | 2.8 | 4.0 | .688 | 1.4 | 3.4 | 4.8  | 2.5 | 1.9 | 0.8 | 1.5 | 3.3 | 13.4 |
| 6  | Chris Gatling   | 30   | PF   | 57 | 16 | 23.8 | 4.4 | 9.6  | .455 | 0.0 | 0.1 | .250 | 2.8 | 4.6 | .600 | 2.1 | 3.8 | 5.9  | 0.9 | 0.9 | 0.5 | 1.7 | 2.7 | 11.5 |
| 7  | Sherman Douglas | 31   | PG   | 80 | 11 | 21.2 | 3.2 | 6.4  | .495 | 0.2 | 0.6 | .304 | 1.4 | 2.2 | .669 | 0.7 | 1.0 | 1.7  | 4.0 | 0.7 | 0.1 | 1.4 | 2.0 | 8.0  |
| 8  | Rony Seikaly    | 32   | C    | 9  | 2  | 16.9 | 1.4 | 4.6  | .317 | 0.0 | 0.0 |      | 1.8 | 3.0 | .593 | 1.8 | 2.2 | 4.0  | 0.9 | 0.3 | 0.4 | 1.3 | 3.0 | 4.7  |
| 9  | Michael Cage    | 36   | C    | 79 | 17 | 15.2 | 0.5 | 1.1  | .512 | 0.0 | 0.0 | .000 | 0.3 | 0.5 | .556 | 1.5 | 2.4 | 3.9  | 0.4 | 0.6 | 0.6 | 0.3 | 1.3 | 1.3  |
| 10 | David Benoit    | 29   | SF   | 53 | 0  | 15.1 | 1.9 | 5.1  | .379 | 0.8 | 2.2 | .345 | 0.7 | 0.8 | .841 | 0.8 | 1.9 | 2.7  | 0.3 | 0.5 | 0.3 | 0.7 | 2.3 | 5.3  |
| 11 | Lucious Harris  | 27   | SG   | 50 | 0  | 13.4 | 1.4 | 3.5  | .390 | 0.2 | 0.8 | .308 | 0.8 | 1.1 | .745 | 0.4 | 0.6 | 1.0  | 0.8 | 0.8 | 0.1 | 0.4 | 1.5 | 3.8  |
| 12 | Kevin Edwards   | 32   | SG   | 27 | 5  | 13.0 | 1.4 | 3.9  | .349 | 0.1 | 0.4 | .364 | 0.5 | 0.6 | .867 | 0.4 | 0.9 | 1.3  | 1.0 | 0.8 | 0.0 | 0.7 | 0.7 | 3.4  |
| 13 | Brian Evans     | 24   | SF   | 28 | 1  | 11.9 | 1.6 | 3.8  | .434 | 0.6 | 1.5 | .405 | 0.2 | 0.3 | .667 | 0.6 | 1.2 | 1.9  | 0.9 | 0.3 | 0.2 | 0.5 | 1.6 | 4.1  |
| 14 | David Vaughn    | 24   | PF   | 15 | 2  | 10.7 | 1.3 | 2.2  | .576 | 0.0 | 0.0 |      | 0.4 | 0.6 | .667 | 1.3 | 2.0 | 3.3  | 0.1 | 0.3 | 0.3 | 0.6 | 2.3 | 2.9  |
| 15 | Xavier McDaniel | 34   | SF   | 20 | 0  | 9.0  | 0.5 | 1.5  | .333 | 0.0 | 0.0 |      | 0.3 | 0.4 | .625 | 0.6 | 1.0 | 1.6  | 0.5 | 0.2 | 0.1 | 0.4 | 1.2 | 1.3  |
| 16 | Yinka Dare      | 25   | C    | 10 | 0  | 6.0  | 0.4 | 1.8  | .222 | 0.0 | 0.0 |      | 0.4 | 0.8 | .500 | 1.0 | 0.7 | 1.7  | 0.1 | 0.0 | 0.2 | 0.2 | 0.9 | 1.2  |
| 17 | Don MacLean     | 28   | SF   | 9  | 0  | 4.7  | 0.1 | 1.1  | .100 | 0.1 | 0.2 | .500 | 0.0 | 0.0 |      | 0.3 | 0.2 | 0.6  | 0.0 | 0.0 | 0.0 | 0.2 | 0.8 | 0.3  |
| 18 | Jack Haley      | 34   | C    | 16 | 0  | 3.2  | 0.3 | 1.1  | .278 | 0.0 | 0.1 | .000 | 0.8 | 1.3 | .571 | 0.3 | 0.6 | 0.9  | 0.0 | 0.0 | 0.1 | 0.3 | 0.6 | 1.4  |

### Playoffs
| Rk | Jugador         | Edad | Pos. | P | PT | MP   | TC  | TCI  | %TC  | T3  | T3I | %T3  | TL  | TLI | %TL  | RO  | RD  | RT   | AS  | RB  | TAP | BP  | FP  | PTS  |
| -- | --------------- | ---- | ---- | - | -- | ---- | --- | ---- | ---- | --- | --- | ---- | --- | --- | ---- | --- | --- | ---- | --- | --- | --- | --- | --- | ---- |
| 1  | Kerry Kittles   | 23   | SG   | 3 | 3  | 42.0 | 5.7 | 13.3 | .425 | 1.7 | 4.3 | .385 | 3.3 | 3.7 | .909 | 0.0 | 5.0 | 5.0  | 2.7 | 1.3 | 0.7 | 2.3 | 4.0 | 16.3 |
| 2  | Sherman Douglas | 31   | PG   | 3 | 2  | 41.7 | 7.7 | 14.7 | .523 | 0.7 | 1.7 | .400 | 2.3 | 3.3 | .700 | 0.3 | 2.3 | 2.7  | 8.3 | 2.0 | 0.0 | 4.3 | 1.7 | 18.3 |
| 3  | Jayson Williams | 29   | C    | 3 | 2  | 38.7 | 3.0 | 7.0  | .429 | 0.0 | 0.0 |      | 1.0 | 2.0 | .500 | 6.7 | 7.3 | 14.0 | 1.7 | 0.7 | 1.0 | 0.7 | 2.7 | 7.0  |
| 4  | Kendall Gill    | 29   | SF   | 3 | 3  | 33.3 | 6.0 | 13.3 | .450 | 0.0 | 0.0 |      | 2.3 | 2.7 | .875 | 1.0 | 3.3 | 4.3  | 1.0 | 1.3 | 0.3 | 1.3 | 5.0 | 14.3 |
| 5  | Chris Gatling   | 30   | PF   | 3 | 1  | 27.0 | 6.3 | 12.7 | .500 | 0.0 | 0.0 |      | 2.7 | 4.0 | .667 | 2.0 | 1.3 | 3.3  | 0.7 | 0.7 | 0.7 | 1.0 | 3.0 | 15.3 |
| 6  | Keith Van Horn  | 22   | PF   | 3 | 3  | 25.7 | 4.3 | 9.7  | .448 | 0.0 | 0.7 | .000 | 4.0 | 5.0 | .800 | 0.7 | 2.3 | 3.0  | 0.3 | 0.0 | 0.0 | 0.7 | 2.3 | 12.7 |
| 7  | Lucious Harris  | 27   | SG   | 3 | 0  | 17.3 | 0.7 | 2.0  | .333 | 0.0 | 0.7 | .000 | 1.7 | 2.0 | .833 | 0.3 | 2.3 | 2.7  | 0.3 | 0.7 | 0.0 | 0.7 | 3.7 | 3.0  |
| 8  | Rony Seikaly    | 32   | C    | 3 | 0  | 12.3 | 2.3 | 3.0  | .778 | 0.0 | 0.0 |      | 1.3 | 2.0 | .667 | 1.0 | 2.0 | 3.0  | 0.0 | 0.3 | 0.0 | 1.3 | 1.3 | 6.0  |
| 9  | Sam Cassell     | 28   | PG   | 3 | 1  | 8.7  | 1.0 | 3.0  | .333 | 0.0 | 0.0 |      | 0.0 | 0.0 |      | 0.3 | 0.7 | 1.0  | 1.7 | 0.0 | 0.3 | 0.7 | 2.3 | 2.0  |
| 10 | Brian Evans     | 24   | SF   | 3 | 0  | 1.3  | 0.0 | 0.0  |      | 0.0 | 0.0 |      | 0.0 | 0.0 |      | 0.0 | 0.3 | 0.3  | 0.0 | 0.0 | 0.0 | 0.0 | 0.0 | 0.0  |
| 11 | David Vaughn    | 24   | PF   | 1 | 0  | 1.0  | 0.0 | 0.0  |      | 0.0 | 0.0 |      | 0.0 | 0.0 |      | 0.0 | 0.0 | 0.0  | 0.0 | 0.0 | 1.0 | 0.0 | 0.0 | 0.0  |

## Galardones y récords
| Jugador         | Galardón                            |
| Jayson Williams | All-Star                            |
| Keith Van Horn  | Mejor quinteto de rookies de la NBA |